# 82 př. n. l.

## Narození
- Publius Terentius Varro Atacinus, římský básník († 37 př. n. l.)

## Hlavy států
- Římská říše – Sulla (82 – 79 př. n. l.)
- Pontus – Mithridatés VI. Pontský (doba vlády asi 120 př. n. l. – 63 př. n. l.)[1]
- Parthská říše – Gótarzés I. (91/90 – 81/80 př. n. l.)
- Egypt – Ptolemaios IX. Sótér II. (116 – 110, 109 – 107, 88 – 81 př. n. l.)
- Čína – Čao-ti (dynastie Západní Chan)
- starověká Arménie – Tigranés Veliký (doba vlády 95 př. n. l. – 55. př. n. l.)[2]